# 横田神社 (総社市)
横田神社（よこたじんじゃ）は、岡山県総社市にある神社である。備中国下道郡の延喜式内社（小社）にして総社市にある式内社7社のうちの一つ。正木山南麓の総社市西部の久代地区に鎮座し、同地区の中部、北西部（小字でいえば別所、横田、折神、山口、清水、押木田）を氏子地域としている。旧社格は村社。

## 祭神
天穂日命と菅原道真を祀り、学業成就や心願成就などの神徳がある。

## 由緒
創建年代は不詳。天武天皇がこの地にあった行宮に行在した時、天智天皇の皇子である大友皇子が天皇を倒すために大軍を率いて攻めて来たので、天皇は自らの体を清めて天神地祇を奉斎して戦勝を祈願、その結果大友皇子軍を打ち破った事によって小祠を建て、崇敬したのが横田神社であるともいう。
境内の石碑（天保3年（1836年）建立）やその他の資料によれば、中世に一度衰退し、天正13年（1585年）に天神宮として再興したという。
後に文政10年（1827年）頃から天保7年（1836年）頃の間に再整備され、横田神社と再度改称した。現在の社殿はその頃のものである。
なお、かつては鎮座地の西方の小字別所地区にある徴林山勝福寺が神宮寺であった。

## 祭事
- 4月29日 - 春祭
- 8月4日 - 夏祭
- 10月21日、22日 - 秋祭（備中神楽の奉納あり）

年に3度（春、夏、秋）の祭が開催されていて、特に秋祭は大規模であり、後述の神楽殿にて備中神楽が奉納される。

## 社殿
現在の社殿は文政10年頃に完成したもの。本殿は桁行1間梁間2間の入母屋造平入。南に回廊を通じて拝殿と連絡する。拝殿から更に東・西・南に回廊が延び、特に南方に向けてのものは長く造られ、上空から見ると十字型の独特の形をした社殿構成となっている。拝殿西方には社務所、東方には菅原道真を祀る天神宮（てんしんぐう）、南の回廊の先には随神門が建つ。

## 境内
神社としては珍しく鐘楼が設けられている。さらに境内南方に神楽殿が建てられている。また、境内には小さな境内社が多数祀られている。

## 交通アクセス
JR伯備線、JR吉備線、井原鉄道の総社駅より中鉄バス新本行きに乗車、横田停留所で下車し、徒歩3分程度。